# Zweiflügler

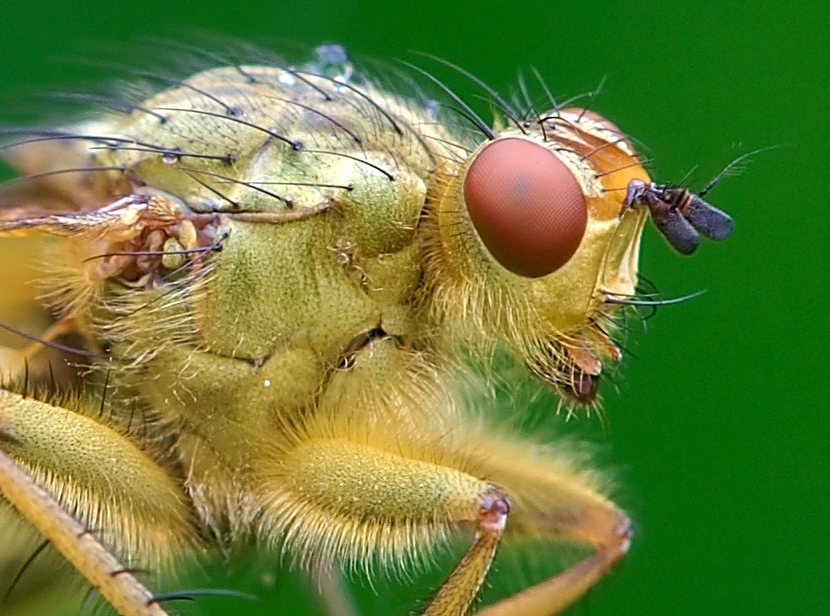
Detailaufnahme des Thorax und des Kopfes der Gelben Dungfliege

Die Zweiflügler (Diptera) bilden eine Ordnung der Insekten innerhalb der Neuflügler (Neoptera). Zu den Zweiflüglern gehören knapp 160.000 Arten aus 226 Familien, wobei in Mitteleuropa über 9500 Arten zu finden sind und in Deutschland 9450. Sie erreichen eine durchschnittliche Körpergröße zwischen 0,8 und 23 Millimeter. Die größte bisher bekannte Art ist Gauromydas heros mit etwa 60 Millimeter Körperlänge und einer Flügelspannweite von 100 Millimeter.

## Bau der Zweiflügler

### Allgemeine Merkmale
Zweiflügler zeichnen sich dadurch aus, dass nur zwei der üblicherweise vier bei Insekten vorkommenden Flügel als solche ausgebildet sind. Dabei handelt es sich um die Vorderflügel, die Hinterflügel sind dagegen zu so genannten Schwingkölbchen (Halteren) umgebildet. Diese sind erheblich kürzer und bestehen aus einem Stiel und einer endständigen, keulenförmigen Verdickung. Die Halteren bewegen sich beim Fliegen und dienen wohl der Stabilisierung des Fluges durch Detektion von Corioliskräften während Drehungen. Eine Reduktion der Hinterflügel findet man auch bei einigen männlichen Schildläusen, wohingegen bei den Fächerflüglern (Strepsiptera) die Vorderflügel zu solchen Halteren umgewandelt sind.
Die Gestalt der Zweiflügler ist sehr unterschiedlich, hier werden klassisch die sehr filigran gebauten Mücken (Nematocera) den eher kompakt gebauten Fliegen (Brachycera) gegenübergestellt.

### Kopf: Augen und Mundwerkzeuge
Die Facettenaugen der Zweiflügler sind meistens gut ausgebildet und liegen beidseitig des Kopfes, wobei sie sich oberseits auch berühren können oder wie bei den Stielaugenfliegen weit voneinander getrennt liegen. Zwischen diesen sind im Stirnbereich meist drei Punktaugen (Ocellen) vorhanden. Bei den Schizophora befindet sich hier außerdem eine sehr auffällige, hufeisenförmige Naht, die als Ptilinalnaht bekannt ist. An dieser Stelle bildet sich bei den aus der Puppe schlüpfenden Fliegen eine große Kopfblase zum Absprengen der Puppennaht, die später wieder verschwindet. Weitere Kopfteile können ebenfalls bei einzelnen Gruppen besonders betont sein, so etwa eine halbmondförmige Lunula oberhalb der Antennen bei den Deckelschlüpfern (Cyclorrapha) oder ein auffälliges Ocellendreieck. Die Antennen besitzen zwei Grundglieder und tragen bei den Mücken eine lange, vielgliedrige Geißel, wohingegen diese bei den Fliegen in einen gegliederten Geißelrest umgebildet ist, meist aus nur einem bis drei Segmenten bestehend. Für die Bestimmung und systematische Zuordnung der Tiere ist außerdem die Beborstung des Kopfes (wie auch anderer Körperteile) wichtig. Hier sind es vor allem die vom Scheitel abstehenden Postvertikalborsten, die Borsten an den Augen (Orbitalborsten und Ocellarborsten) sowie die am Mund stehenden Vibrissen oder Knebelborsten.
Die Mundwerkzeuge der Imagines sind entweder leckend-saugend, wie bei vielen Fliegenarten, oder stechend-saugend wie bei vielen Mückenarten. Bei einer Reihe von Arten sind sie allerdings auch vollständig zurückgebildet, so dass eine Nahrungsaufnahme als Imago nicht möglich ist. Der leckend-saugende „Leckrüssel“ mancher Fliegen besteht aus den kissenartig vergrößerten Labialtastern, die eine geschlossene Rinne bilden, durch die Flüssigkeiten aufgesaugt werden. Besonders die Mandibeln und die Maxillen sind bei vielen Mückenarten zu Stechborsten umgestaltet, hier bildet sich außerdem ein Speichelkanal und ein Saugrohr zur Nahrungsaufnahme.

### Brust und Gliedmaßen
Der Brustabschnitt (Thorax) trägt die Beine sowie die Flügel und Halteren. Oberseits ist eine große Rückenplatte, das Mesonotum, erkennbar, der sich ein kleineres Schildchen (Scutellum) anschließt. Auf dem Mesonotum kann eine auffällige Quernaht oder, wie bei den Schnaken (Tipulidae), eine V-förmige Naht verlaufen. An den Seiten des Thorax sind vor allem die vorn liegenden Humeri gut erkennbar, die wie „Schulterstücke“ wirken. An diese schließen sich fünf Seitenplatten an, die als Pleuron bezeichnet werden. Zwei Öffnungen des Tracheensystems (Stigmen) münden am Thorax, eine vor dem Mesopleurum und eine weitere direkt vor den Halteren im Hypopleurum. Wie beim Kopf geben auch hier neben der Form der Pleuren verschiedene Borstengruppen Aufschluss zur Artzugehörigkeit und zur Systematik.
Die Beine sind wie alle Insektenbeine aus einem Hüftbereich (Coxa), einem Schenkelring (Trochanter), einem Femur, einer Tibia und einem mehrgliedrigen Tarsus aufgebaut. An den letzten Gliedern des Tarsus befinden sich vor allem bei den Fliegen so genannte Pulvillen und Empodien. Das Empodium entspringt zwischen den beiden Krallen und kann ebenfalls krallen-, aber auch kissenartig aufgebaut sein. Die Pulvillen sind Haftlappen unterhalb der Krallen. Die Haftung wird durch ein ausgeschiedenes Sekret und sehr feine Haare ermöglicht, die an den Pulvillen entspringen; bei den Schmeißfliegen sind dies etwa 5000 Haare.
Die Flügel sind in der Regel glasklar und besitzen eine deutlich sichtbare und spezifische Flügeladerung. Die Anordnung dieser Adern und die Felderbildung stellt ein sehr wichtiges Merkmal zur Bestimmung und Einordnung dar. Bei wenigen Arten können die Flügel auch primär oder sekundär fehlen.
Die Flügeladerung der Diptera diente dem Begründer der phylogenetischen Systematik, Willi Hennig, als wichtige Arbeitsgrundlage für seine Studien.

### Hinterleib
Der Hinterleib, Abdomen genannt, besteht bei den ursprünglichen Arten aus zehn Segmenten, die sich bei einigen Taxa auf fünf bis sechs reduziert haben. Die Segmente bestehen aus gut erkennbaren Rücken- und Bauchplatten (Tergite und Sternite) mit nur schwer erkennbaren Seitenplatten (Pleurite) und Intersegmentalhäuten. Bei den meisten Arten befindet sich in jedem Abdomensegment ein Stigmenpaar des Tracheensystems seitlich auf den Rändern der Tergite oder zwischen Tergit und Sternit. Das hintere Ende des Abdomens trägt die Geschlechtsorgane, die bei einigen Arten äußerlich sehr markant ausgebildet sein können. So findet sich bei vielen Männchen ein Hypopyg, welches neben dem eigentlichen Begattungorgan (Aedeagus) weitere Hilfsorgane stellt (z. B. Haltezangen). Die Weibchen besitzen eine Spermathek zur Aufbewahrung des Spermas und nicht selten eine Legeröhre (Ovipositor), die von ihrer äußeren Beschaffenheit her Auskunft über den potentiellen Eiablageort geben kann.

## Fortpflanzung und Entwicklung

### Geschlechterfindung und Paarung
Zweiflügler sind, mit Ausnahme der zwittrigen Vertreter der Gattung Termitoxenia, zweigeschlechtlich. Bei der Geschlechterfindung spielen vor allem optische und olfaktorische, manchmal aber auch akustische Signale eine Rolle.

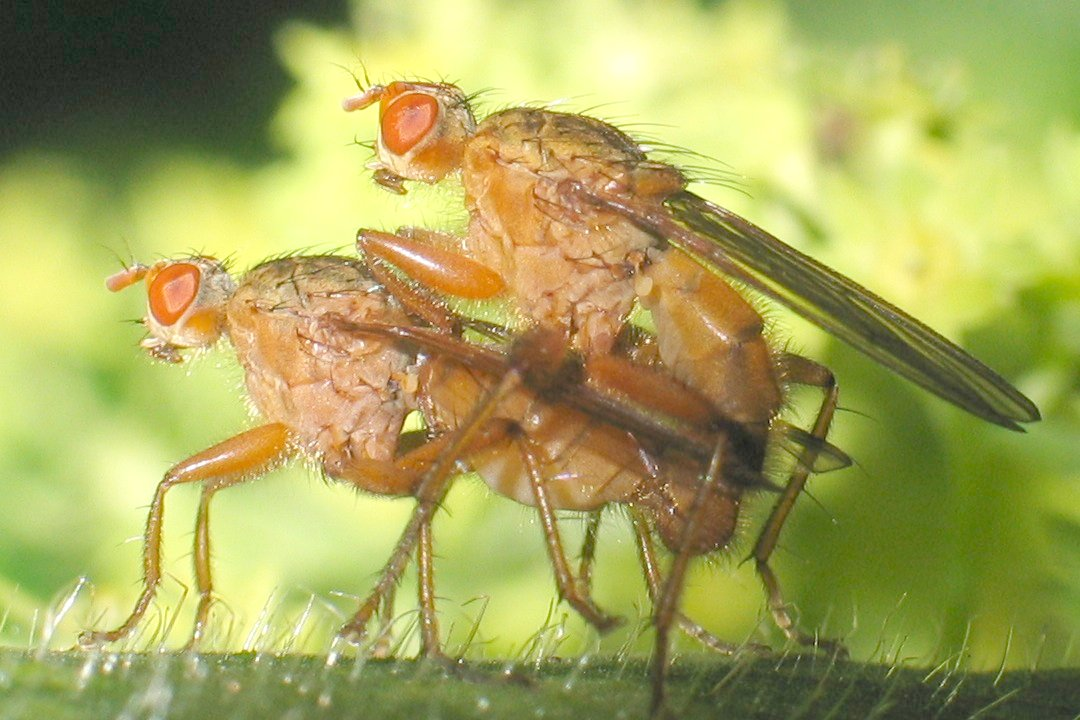
Paarung von Dungfliegen (Scatophaga sp.)

Bei vielen Arten kommt es zu einer räumlichen oder zeitlichen Koordination, die eine Auffindung der Geschlechtspartner erleichtert. So warten die Männchen vieler koprophager Arten im Bereich der Eiablageorte an Dunghaufen auf die Weibchen. Rachenbremsen sammeln sich an spezifischen Landmarken, meistens über Bergkuppen, und die nahe verwandten Magenbremsen treffen sich an Felswänden. Die Trauermücken bilden bereits als Larven eine Wanderkette von mehreren Metern Länge, die als Heerwurm bekannt ist und wohl dem Auffinden geeigneter Verpuppungsorte dient, an denen sich nach dem Schlupf auch die Geschlechter wieder finden können. Eine zeitliche Koordination findet man etwa bei den meereslebenden Zuckmücken der Gattung Clunio, die in den Abendstunden nur zum Vollmond und zum Neumond schwärmen.
Bei sehr vielen Mückenarten und auch bei Tanzfliegen bilden sich große Schwärme von Männchen, die für Weibchen optisch weit sichtbar sind und auf die diese zusteuern können. Innerhalb dieser Schwärme werden die Weibchen von den Männchen erkannt und zur Paarung ergriffen. Ebenfalls optisch erkennbar ist das Balzverhalten der Stelzenfliegenmännchen, die mit ihren Beinen rhythmische Bewegungen ausführen, oder das Spreizen der Flügel bei einigen Langbeinfliegen. Werbungsflüge kommen ebenfalls bei vielen Fliegenarten vor.

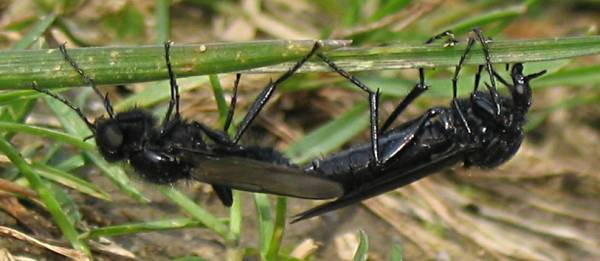
Paarung der Markusfliege (Bibio marci)

Bei den Stechmücken werden die Weibchen durch das Fluggeräusch der Männchen angelockt, Ähnliches kommt auch bei Büschelmücken und Zuckmücken vor. Chemische Lockstoffe, so genannte Pheromone, wurden vor allem bei Schmetterlingsmücken und bei Fruchtfliegen nachgewiesen.
Die Paarung erfolgt artspezifisch unterschiedlich und kann wenige Minuten bis mehrere Stunden in Anspruch nehmen. Sie erfolgt teilweise im Flug, meistens jedoch auf dem Boden, in der Vegetation oder an anderen geeigneten Strukturen. Der Spermienaustausch geschieht dabei immer durch eine Kopulation, bei der die männlichen Paarungsorgane an die weibliche Geschlechtsöffnung geführt werden und in diese eindringen.

### Larvalentwicklung

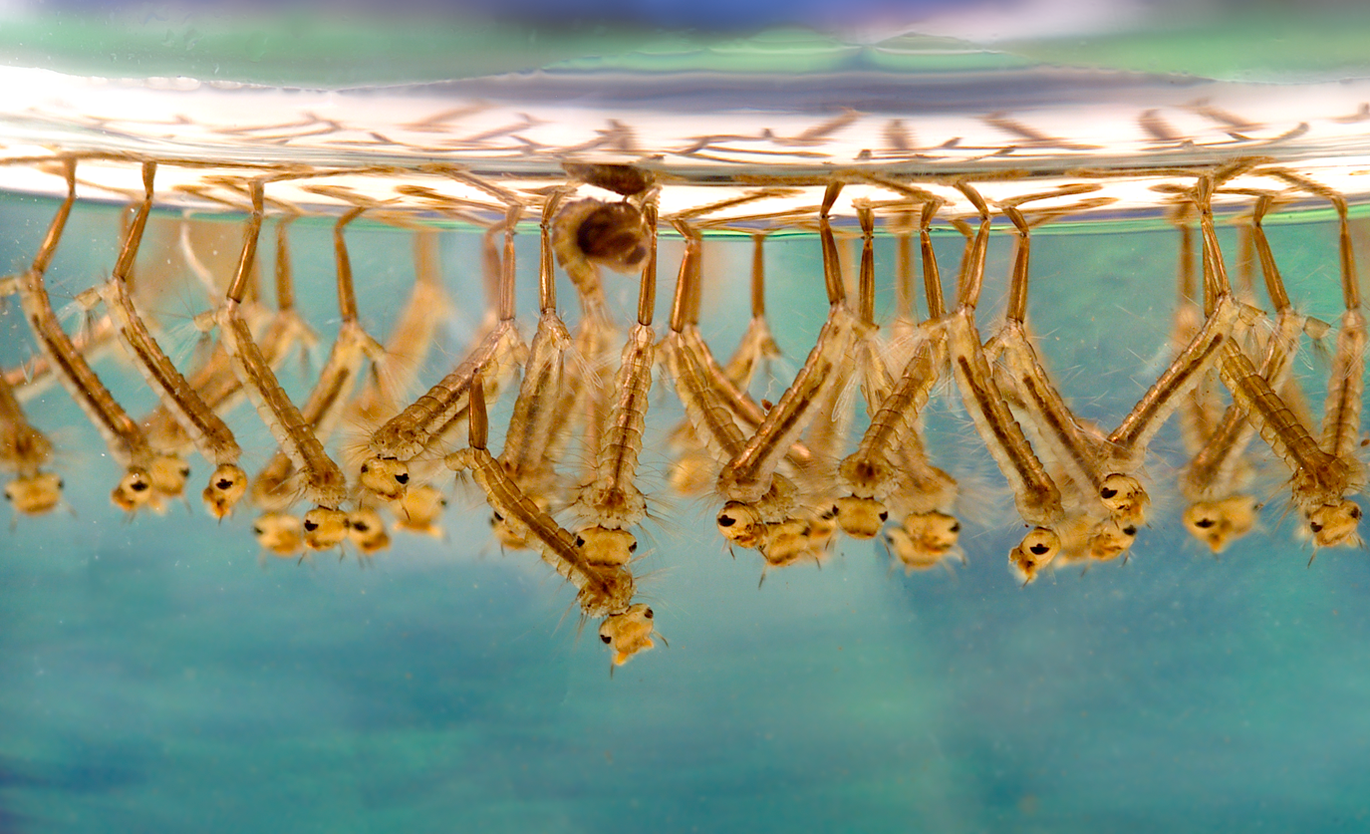
Larven der Gattung Culex

Die Eiablage erfolgt meistens kurz nach der Begattung in ein für die Larvalentwicklung geeignetes Substrat. Bei den Nasendasseln entwickeln sich die Eier bereits im Körper des Weibchens bis zum Schlupf und werden erst kurz davor unter Druck in die Nasenlöcher geeigneter Wirte „geschossen“. Die Dauer bis zum Schlüpfen der Larven ist abhängig von der Art und kann zwischen wenige Stunden und mehrere Wochen betragen.
Die Primärlarven sind beinlos und ohne Kopfkapsel (Maden), so bei den Fliegen, oder mit Kopfkapsel und Stummelbeinen bei den Mücken. Echte Gliederbeine kommen bei den Larven der Zweiflügler nicht vor. Bei vielen Mücken sind die Larven an das Leben im Wasser angepasst und verfügen über äußere Mundwerkzeuge, die reusenartig ausgebildet sind, sowie über Atemrohre. Ansonsten haben sowohl die Larven als auch die erwachsenen Tiere beinahe jeden Lebensraum besiedelt und es gibt unter ihnen alle Formen der Lebensweise, von den Blütenbesuchern über die Jäger bis hin zu rein parasitisch lebenden Tieren.
Zweiflügler gehören zu den Insekten mit vollständiger Verwandlung, sind also holometabol. Nach dem letzten der drei bis vier Larvenstadien verpuppen sie sich. Gerade in den gemäßigten Breiten kann eine Überwinterung als Larve oder auch als Puppe stattfinden. Aus der Puppe schlüpft das fertige Insekt, die Imago.

### Parthenogenese
Bei einigen Arten der Zweiflügler kommt eine Form der ungeschlechtlichen Vermehrung vor, die als Parthenogenese bezeichnet wird. Auch die Pädogenese, bei der eine ungeschlechtliche Vermehrung bereits in ein Larvenstadium verlegt ist, kommt vor. So bringen die Larven verschiedener Gallmücken der Gattungen Miastor und Heteropeza jeweils neue Generationen von Gallmücken hervor, die wie sie ebenfalls unter Rinden leben. Die geflügelten Imagines entstehen nur bei ungünstigen Lebensbedingungen wie etwa einer Austrocknung des Habitats. Die pilzbewohnende Gallmücke Henria psalliotae bildet Nachfolgegenerationen in der Puppe, auch hier werden keine Imagines entwickelt.

## Bedeutung in der Human- und Tierhygiene
In der Human- und Tierhygiene kommt einigen Zweiflüglern eine besondere Bedeutung als Lästling, Parasit und Krankheitsüberträger zu. Aus diesem Grund wurden verschiedene Maßnahmen zum Insektenschutz entwickelt.

## Systematik der Zweiflügler
Die Zweiflügler stellen eine sehr große Tiergruppe dar, entsprechend umfangreich ist die Systematik dieser Tiere. Da die Tiere relativ reich an Merkmalen zur Unterscheidung und damit auch zur Rekonstruktion der natürlichen Verwandtschaftsverhältnisse sind (siehe Willi Hennig), ist die systematische und phylogenetische Darstellung noch immer ein hochaktuelles Forschungsgebiet.
Gemeinhin werden die Zweiflügler in die beiden Unterordnungen Mücken (Nematocera) und Fliegen (Brachycera) aufgeteilt. Die Mücken stellen allerdings mit sehr hoher Wahrscheinlichkeit keine natürliche Gruppe dar (Monophylum), sondern eine Zusammenfassung mehrerer Entwicklungslinien mit ähnlichem Habitus. Die Nematocera bilden ein Paraphylum zum Monophylum Brachycera.
Die Darstellung unter Systematik der Zweiflügler gibt die wichtigsten Familien wieder, in die vor allem die Zweiflügler Mitteleuropas eingeordnet werden.

## Fossile Belege
Die ältesten bekannten Fossilien dieser Ordnung wurden in einer untertriassischen Formation in Frankreich gefunden. Die Fossilien gehören der ausgestorbenen Unterordnung Archidiptera und der Unterordnung Nematocera (Mücken) an. Die ältesten Belege zur Unterordnung der Brachycera (Fliegen) stammen aus Schichten des deutschen Jura. Weitere mesozoische Formen (Cyclorrapha) wurden im kreidezeitlichen Libanon-Bernstein und im etwas jüngeren Kanadischen Bernstein (Familie Bibionidae) gefunden. Unter den durchaus reichhaltig belegten mesozoischen Formen fehlen weitgehend hochspezialisierte Arten. In tertiären Bernsteinlagerstätten, insbesondere im eozänen Baltischen Bernstein, gehören Dipteren zu den häufigsten organischen Einschlüssen und sind entsprechend formenreich vertreten.